# Campeonato Peruano de Fútbol de 1937
El Campeonato Peruano de Fútbol de 1937, denominado «XXI Campeonato de la División de Honor de la Liga Nacional de Football», fue la edición número 21 de la Primera División Peruana, tuvo diez equipos participantes y fue la 11.ª edición realizada por la FPF. Atlético Chalaco y Telmo Carbajo participaron en este torneo al recibir la invitación de parte de la Federación Peruana de Fútbol. 
La intervención del Perú en los Juegos Olímpicos de 1936, dejó un sabor amargo. Al año siguiente se reinician los torneos oficiales. Nuevamente el Sport Boys aparece como una fuerza arrolladora y se coronó bicampeón logrando su segundo título.

## Formato
El torneo se disputó a una sola rueda y se otorgaba tres puntos por partido ganado, dos puntos por partido empatado y un punto por partido perdido. G: 3, E: 2, P: 1, walkover: 0., asimismo los puntajes obtenido en el torneo de reservas otorgaba un porcentaje que sumado al puntaje de primeros equipos, brindaba el puntaje final del torneo a cada equipo  

## Ascensos y descensos
| \| Club \| Ascendido como \| \| ------------------- \| ---------------------------------------- \| \| Sporting Tabaco \| 1º en la Primera División B 1935 \| \| Atlético Chalaco \| 1º en la Liga Provincial Callao 1935 \| \| Telmo Carbajo \| 2º en la Liga Provincial Callao 1935 \| \| Deportivo Municipal \| 1º en la Primera División Unificada 1936 \| \| Sportivo Melgar \| 2º en la Primera División Unificada 1936 \| |                                          |
| Club | Ascendido como                           |
| Sporting Tabaco | 1º en la Primera División B 1935         |
| Atlético Chalaco | 1º en la Liga Provincial Callao 1935     |
| Telmo Carbajo | 2º en la Liga Provincial Callao 1935     |
| Deportivo Municipal | 1º en la Primera División Unificada 1936 |
| Sportivo Melgar | 2º en la Primera División Unificada 1936 |

## Equipos participantes
| Club                          | Ciudad |
| ----------------------------- | ------ |
| Alianza Lima                  | Lima   |
| Atlético Chalaco              | Callao |
| Deportivo Municipal           | Lima   |
| Sport Boys                    | Callao |
| Sportivo Melgar               | Lima   |
| Sporting Tabaco               | Lima   |
| Sportivo Tarapacá Ferrocarril | Lima   |
| Sucre FBC                     | Lima   |
| Telmo Carbajo                 | Callao |
| Universitario de Deportes     | Lima   |

## Tabla de posiciones

### Primeros Equipos
| P  | Equipo                        | PJ | PG | PE | PP | GF | GC | DG  | Pts. |
| -- | ----------------------------- | -- | -- | -- | -- | -- | -- | --- | ---- |
| 1  | Sport Boys                    | 9  | 7  | 2  | 0  | 26 | 11 | +15 | 25   |
| 2  | Alianza Lima                  | 9  | 5  | 2  | 2  | 21 | 11 | +10 | 21   |
| 3  | Universitario de Deportes     | 9  | 5  | 1  | 3  | 21 | 22 | -1  | 20   |
| 4  | Atlético Chalaco              | 9  | 4  | 2  | 3  | 16 | 18 | -2  | 19   |
| 5  | Deportivo Municipal           | 9  | 3  | 3  | 3  | 15 | 8  | +7  | 18   |
| 6  | Sucre FBC                     | 9  | 4  | 0  | 5  | 21 | 20 | +1  | 17   |
| 7  | Sporting Tabaco               | 9  | 3  | 2  | 4  | 10 | 11 | -1  | 17   |
| 8  | Telmo Carbajo                 | 9  | 3  | 2  | 4  | 10 | 15 | -5  | 17   |
| 9  | Sportivo Melgar               | 9  | 3  | 1  | 5  | 21 | 27 | -6  | 16   |
| 10 | Sportivo Tarapacá Ferrocarril | 9  | 0  | 1  | 8  | 6  | 24 | -18 | 10   |

|  | Campeón |

### Tabla Absoluta
| P  | Equipo                        | PJ | PG | PE | PP | GF | GC | DG  | Resv  | Pts.   |
| -- | ----------------------------- | -- | -- | -- | -- | -- | -- | --- | ----- | ------ |
| 1  | Sport Boys                    | 9  | 7  | 2  | 0  | 26 | 11 | +15 | 2.625 | 27.625 |
| 2  | Alianza Lima                  | 9  | 5  | 2  | 2  | 21 | 11 | +10 | 3.125 | 24.125 |
| 3  | Universitario de Deportes     | 9  | 5  | 1  | 3  | 21 | 22 | -1  | 3.5   | 23.5   |
| 4  | Deportivo Municipal           | 9  | 3  | 3  | 3  | 15 | 8  | +7  | 3.75  | 21.75  |
| 5  | Atlético Chalaco              | 9  | 4  | 2  | 3  | 16 | 18 | -2  | 2.625 | 21.625 |
| 6  | Sucre FBC                     | 9  | 4  | 0  | 5  | 21 | 20 | +1  | 2.5   | 19.5   |
| 7  | Sporting Tabaco               | 9  | 3  | 2  | 4  | 10 | 11 | -1  | 2.5   | 19.5   |
| 8  | Telmo Carbajo                 | 9  | 3  | 2  | 4  | 10 | 15 | -5  | 2     | 19     |
| 9  | Sportivo Melgar               | 9  | 3  | 1  | 5  | 21 | 27 | -6  | 3     | 19     |
| 10 | Sportivo Tarapacá Ferrocarril | 9  | 0  | 1  | 8  | 6  | 24 | -18 | 1.375 | 11.375 |

|  | Campeón  |
|  | Descenso |
|                      |
| Bicampeón Nacional   |
| Sport Boys 2° título |

## Resultados
Todos los partidos se jugaron en el Antiguo Estadio Nacional de Lima y en el Estadio Modelo de Bellavista del Callao.
| Local \ Visitante             | ALI | CHA | MUN | SBA | TAB | MEL | TAR | SUC | TEL | UNI |
| ----------------------------- | --- | --- | --- | --- | --- | --- | --- | --- | --- | --- |
| Alianza Lima                  |     | 4–0 | 0–0 | —   | 1–3 | 6–3 | —   | 3–2 | —   | —   |
| Atlético Chalaco              | —   |     | —   | 3–3 | —   | 1–0 | 2–0 | —   | 0–0 | —   |
| Deportivo Municipal           | —   | 4–1 |     | —   | 1–1 | —   | —   | 0–2 | —   | 6–0 |
| Sport Boys                    | 1–1 | —   | 1–0 |     | —   | 4–2 | —   | 4–2 | 3–0 | —   |
| Sporting Tabaco               | —   | 2–4 | —   | 1–2 |     | 0–1 | 1–1 | —   | —   | 0–1 |
| Sportivo Melgar               | —   | —   | 1–1 | —   | —   |     | 5–2 | 2–7 | —   | 3–5 |
| Sportivo Tarapacá Ferrocarril | 0–3 | —   | 0–2 | 1–4 | —   | —   |     | —   | 0–2 | —   |
| Sucre                         | —   | 3–2 | —   | —   | 0–1 | —   | 2–0 |     | 2–3 | —   |
| Telmo Carbajo                 | 0–2 | —   | 2–1 | —   | 0–1 | 1–4 | —   | —   |     | —   |
| Universitario                 | 2–1 | 2–3 | —   | 1–4 | —   | —   | 3–2 | 5–1 | 2–2 |     |

### Fecha 1
Los partidos se jugaron el 30 de mayo de 1937.
| Equipo 1            | Resultado | Equipo 2                      |
| ------------------- | --------- | ----------------------------- |
| Alianza Lima        | 1–3       | Sporting Tabaco               |
| Sportivo Melgar     | 3–5       | Universitario                 |
| Deportivo Municipal | 0–2       | Sucre                         |
| Sport Boys          | 3–0       | Telmo Carbajo                 |
| Atlético Chalaco    | 2–0       | Sportivo Tarapacá Ferrocarril |

### Fecha 2
Los partidos se jugaron el 6 de junio de 1937.
| Equipo 1            | Resultado | Equipo 2                      |
| ------------------- | --------- | ----------------------------- |
| Deportivo Municipal | 2–0       | Sportivo Tarapacá Ferrocarril |
| Universitario       | 5–1       | Sucre                         |
| Sport Boys          | 3–3       | Atlético Chalaco              |
| Telmo Carbajo       | 0–1       | Sporting Tabaco               |
| Alianza Lima        | 6–3       | Sportivo Melgar               |

### Fecha 3
Los partidos se jugaron el 13 de junio de 1937.
| Equipo 1        | Resultado | Equipo 2                      |
| --------------- | --------- | ----------------------------- |
| Alianza Lima    | 2–0       | Telmo Carbajo                 |
| Universitario   | 3–2       | Sportivo Tarapacá Ferrocarril |
| Sporting Tabaco | 2–4       | Atlético Chalaco              |
| Sportivo Melgar | 2–7       | Sucre                         |
| Sport Boys      | 1–0       | Deportivo Municipal           |

### Fecha 4
Los partidos se jugaron el 20 de junio de 1937.
| Equipo 1            | Resultado | Equipo 2                      |
| ------------------- | --------- | ----------------------------- |
| Sport Boys          | 4–1       | Universitario                 |
| Sportivo Melgar     | 5–2       | Sportivo Tarapacá Ferrocarril |
| Alianza Lima        | 3–2       | Sucre                         |
| Atlético Chalaco    | 0–0       | Telmo Carbajo                 |
| Deportivo Municipal | 1–1       | Sporting Tabaco               |

### Fecha 5
Los partidos se jugaron el 27 de junio de 1937.
| Equipo 1      | Resultado | Equipo 2                      |
| ------------- | --------- | ----------------------------- |
| Sucre         | 2–0       | Sportivo Tarapacá Ferrocarril |
| Alianza Lima  | 4–0       | Atlético Chalaco              |
| Universitario | 1–0       | Sporting Tabaco               |
| Sport Boys    | 4–2       | Sportivo Melgar               |
| Telmo Carbajo | 2–1       | Deportivo Municipal           |

### Fecha 6
Los partidos se jugaron el 4 de julio de 1937 y el 22 de agosto de 1937.
| Equipo 1            | Resultado | Equipo 2                      |
| ------------------- | --------- | ----------------------------- |
| Alianza Lima        | 3–0       | Sportivo Tarapacá Ferrocarril |
| Universitario       | 2–2       | Telmo Carbajo                 |
| Sportivo Melgar     | 1–0       | Sporting Tabaco               |
| Deportivo Municipal | 4–1       | Atlético Chalaco              |
| Sport Boys          | 4–2       | Sucre                         |

### Fecha 7
Los partidos se jugaron el 29 de agosto y el 30 de agosto de 1937.
| Equipo 1            | Resultado | Equipo 2                      |
| ------------------- | --------- | ----------------------------- |
| Sport Boys          | 4–1       | Sportivo Tarapacá Ferrocarril |
| Sporting Tabaco     | 1–0       | Sucre                         |
| Deportivo Municipal | 0–0       | Alianza Lima                  |
| Universitario       | 2–3       | Atlético Chalaco              |
| Sportivo Melgar     | 4–1       | Telmo Carbajo                 |

### Fecha 8
Los partidos se jugaron el 5 de setiembre de 1937.
| Equipo 1        | Resultado | Equipo 2                      |
| --------------- | --------- | ----------------------------- |
| Sport Boys      | 1–1       | Alianza Lima                  |
| Telmo Carbajo   | 3–2       | Sucre                         |
| Sporting Tabaco | 1–1       | Sportivo Tarapacá Ferrocarril |
| Universitario   | 0–6       | Deportivo Municipal           |
| Sportivo Melgar | 0–1       | Atlético Chalaco              |

### Fecha 9
Los partidos se jugaron el 12 de setiembre de 1937.
| Equipo 1            | Resultado | Equipo 2                      |
| ------------------- | --------- | ----------------------------- |
| Sucre               | 3–2       | Atlético Chalaco              |
| Sport Boys          | 2–1       | Sporting Tabaco               |
| Universitario       | 2–1       | Alianza Lima                  |
| Telmo Carbajo       | 2–0       | Sportivo Tarapacá Ferrocarril |
| Deportivo Municipal | 1–1       | Sportivo Melgar               |

## Máximos goleadores
| Jugador        | Equipo                    | Goles |
| -------------- | ------------------------- | ----- |
| Juan Flores    | Sucre FBC                 | 10    |
| Luis García    | Sportivo Melgar           | 8     |
| Jorge Alcalde  | Sport Boys                | 7     |
| Pompeyo Yosti  | Sucre FBC                 | 7     |
| Andrés Álvarez | Sport Boys                | 6     |
| Víctor Bielich | Universitario de Deportes | 5     |